# Kristi uppståndelses kyrka, Pavlovka
Kristi uppståndelses kyrka (ryska: Храм Воскресения Христова; translitteration: Hram Voskresenija Hristova) är en rysk-ortodox kyrkobyggnad belägen i orten Pavlovka, i Uljanovsk oblast, i den europeiska delen av Ryssland.
Kyrkan är helgad åt Jesu uppståndelse och tillhör Baryshs stift.

## Historik
Kristi uppståndelses kyrka i Pavlovka byggdes år 1827.
1929 stängdes kyrkan ned och en dåvarande präst som jobbade där blev arresterad under en gudstjänst. 1932 revs kupolerna och klocktornet. Det beslutades också att kyrkan skulle användas som ett kulturhus.

## Bilder

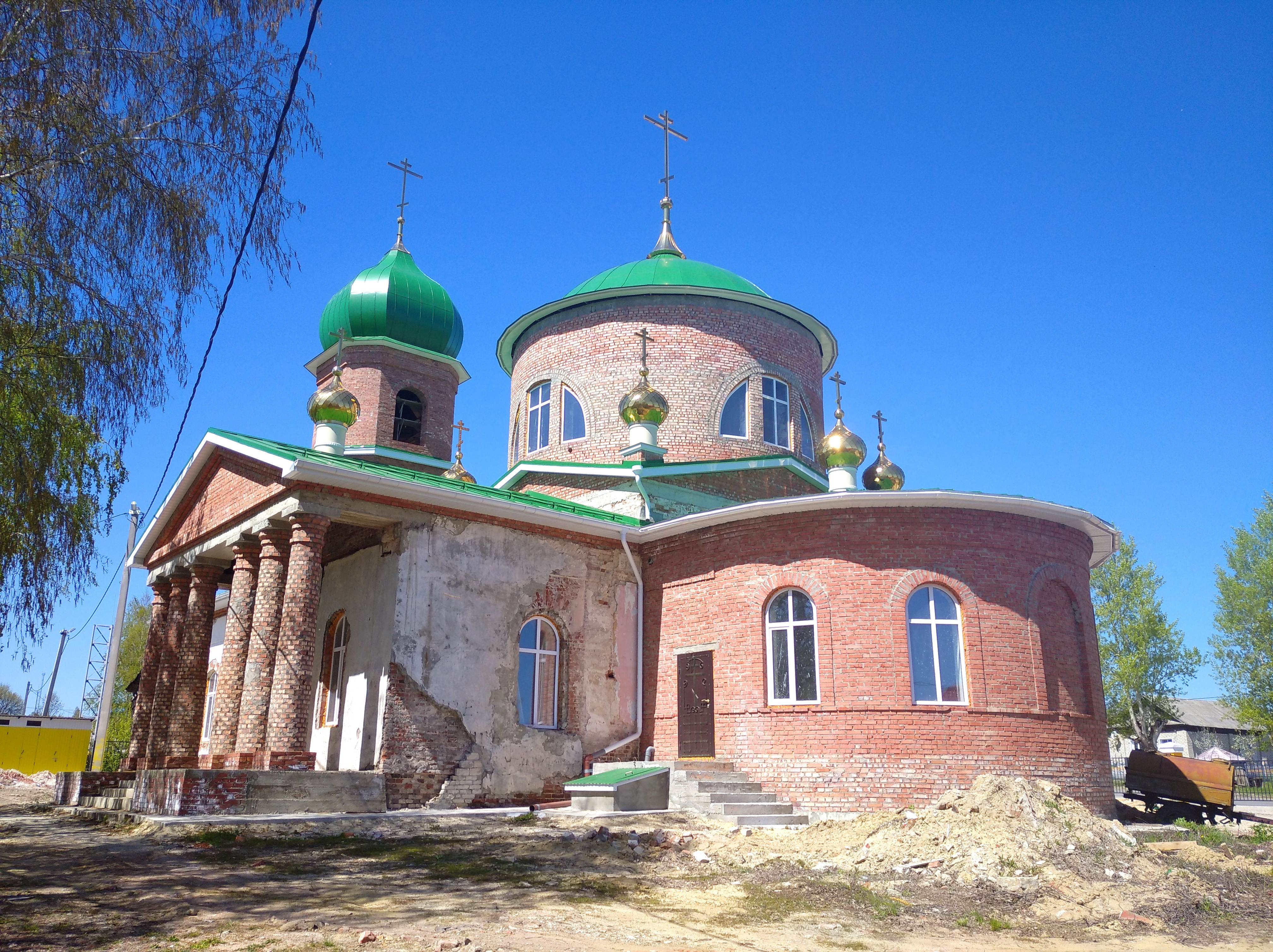
Baksidan.